# Marcorignan
Marcorignan , es una localidad  y comuna francesa, situada en el departamento del Aude en la región administrativa de Languedoc-Rosellón y la región natural o país de Corbierès.
Sus habitantes reciben el gentilicio en francés Marcorignanais.

## Demografía
| 484 | 548 | 669 | 767 | 954 | 1068 |
| Para los censos de 1962 a 1999 la población legal corresponde a la población sin duplicidades (Fuente: INSEE [Consultar]) |     |     |     |     |      |